# Skolebestyrelse
En skolebestyrelse er en bestyrelse på en uddannelsesinstitution, hvor både forældre, elever og lærere samt skolens ledelse er repræsenteret. Skolebestyrelser findes både i folkeskolen og gymnasiet.

## Folkeskolen
I folkeskolen erstattede skolebestyrelserne de hidtidige skolenævn i april 1990. En skolebestyrelse består af fem til syv forældrerepræsentanter, to repræsentanter for skolens personale samt to elevrepræsentanter, valgt af skolens elevråd. Alle medlemmer har stemmeret, dog har skolelederen og dennes stedfortræder status af sekretær og har ikke stemmeret. Der er desuden mulighed for, at kommunalbestyrelsen med skolebestyrelsens godkendelse kan udpege et medlem, der fungerer som tilforordnet uden stemmeret. Valgperioden til skolebestyrelsen er for sådanne tilforordnede fire år, ligesom den er det for forældrerepræsentanterne. Alle andre er valgt for et år. Hvervet som skolebestyrelsesmedlem var tidligere et borgerligt ombud.
Skolebestyrelsens opgave er at fastlægge de overordnede principper for skolens virksomhed, eksempelvis om undervisningens organisering, samarbejdet mellem skole og hjem og arbejdets fordeling mellem lærerne, samt fastsættelse af værdiregelsæt og godkendelse af budgetter. 
Skolebestyrelsen skal føre tilsyn med skolens virksomhed. Skolebestyrelsen har udtaleret i forbindelse med ansættelser af skolens lærere og ledere, idet arbejdsgiverkompetencen er hos kommunen. 
Skolebestyrelsen afgør ikke personsager, men kan lave generelle principper med udgangspunkt i problemstillinger som personsager afdækker.
Møderne i skolebestyrelsen finder sted ca. en gang om måneden. Selve møderne er lukkede, medlemmerne må ikke videregive fortrolige oplysninger og må kun referere, hvad medlemmet selv har sagt. 
Der skal udarbejdes et offentligt tilgængeligt referat af hvert møde. Referatet skal gøre det muligt for forældrene at følge skolebestyrelsens arbejde. Hvert år udarbejdes tillige en beretning, der indeholder en kort beskrivelse af skolebestyrelsens arbejde i det forgangne år. 
Forældrenes interesse for at deltage i skolebestyrelsesarbejdet varierer fra skole til skole, men generelt er valgdeltagelsen ved skolebestyrelsesvalgene lav. De fleste skolebestyrelser vælges ved fredsvalg på valgmøder.

## Gymnasiet
Siden gymnasierne som følge af Strukturreformen i 2007 blev omdannet fra amtslige til selvejende insititutioner, er sammensætningen af gymansiernes bestyrelser blevet ændret. De består i dag af to repræsentanter fra uddannelsesområdet (1 fra en folkeskole i optageområdet samt en fra en videregående uddannelsesinstitution), to personalerepræsentanter, to elevrepræsentanter, en repræsentant for kommunalbestyrelsen samt to medlemmer fra områdets erhvervs- og kulturliv. Skolens rektor fungerer som sekretær uden stemmeret. Forældre er således ikke længere repræsenteret i bestyrelserne. 
Bestyrelsen for gymnasiet har ansvaret for at lægge de overordnede rammer for skolens virksomhed på baggrund af den statslige vedtægt. Ansvaret for den daglige ledelse er placeret hos rektor, der også har det pædagogiske ansvar over for Undervisningsministeriet. Bestyrelsen godkender skolens budget og fastlægger bl.a. klassekvotienten, skolens fagudbud og ferieplan samt ordensreglement. I lighed med folkeskolernes bestyrelser behandles ikke personsager.